# CP-voetbal op de Paralympische Zomerspelen 2016
Op de XVe Paralympische Zomerspelen die in 2016 werden gehouden in Rio de Janeiro (stad), Brazilië was CP-voetbal een van de 22 sporten die werden beoefend. Tevens was het de laatste keer dat deze voetbal variant op het programma van de Paralympische Spelen stond.

## Deelnemende landen
Overzicht van de acht deelnemende landen:
- Argentinië
- Brazilië
- Verenigde Staten
- Groot-Brittannië

- Iran
- Ierland
- Nederland
- Oekraïne

## Groepsfase

### Poule A
| Pos | Land             | Wed | Win | Gel | Ver | DV | DT | +/− | Pnt |
| --- | ---------------- | --- | --- | --- | --- | -- | -- | --- | --- |
| 1   | Oekraïne         | 3   | 3   | 0   | 0   | 10 | 2  | +8  | 9   |
| 2   | Brazilië         | 3   | 2   | 0   | 1   | 10 | 4  | +6  | 6   |
| 3   | Groot-Brittannië | 3   | 1   | 0   | 2   | 7  | 5  | +2  | 3   |
| 4   | Ierland          | 3   | 0   | 0   | 3   | 2  | 18 | −16 | 0   |

|                                |                               |       |                  |                                                                                       |
| 8 september 2016 10:00 (UTC−3) | Brazilië                      | 2 – 1 | Groot-Brittannië | Estádio de Deodoro, Rio de Janeiro Toeschouwers: 2,320 Scheidsrechter: Jorge Barbisan |
| 8 september 2016 10:00 (UTC−3) | - Leandrinho 10' - Maycon 22' |       | Porcher 33'      | Estádio de Deodoro, Rio de Janeiro Toeschouwers: 2,320 Scheidsrechter: Jorge Barbisan |

|                                |                                                                           |       |         |                                                                                         |
| 8 september 2016 14:00 (UTC−3) | Oekraïne                                                                  | 6 – 0 | Ierland | Estádio de Deodoro, Rio de Janeiro Toeschouwers: 2,368 Scheidsrechter: Alexandre Santos |
| 8 september 2016 14:00 (UTC−3) | - Romanchuk 12' - Antonyuk 16', 17' - Krasylnykov 26', 37' - Molotsov 36' |       |         | Estádio de Deodoro, Rio de Janeiro Toeschouwers: 2,368 Scheidsrechter: Alexandre Santos |

|                                 |                  |       |                                  |                                                                                      |
| 10 september 2016 10:00 (UTC−3) | Groot-Brittannië | 1 – 2 | Oekraïne                         | Estádio de Deodoro, Rio de Janeiro Toeschouwers: 8,981 Scheidsrechter: Paulo Volpato |
| 10 september 2016 10:00 (UTC−3) | - Barker 35'     |       | - Antonyuk 25' - Krasylnykov 47' | Estádio de Deodoro, Rio de Janeiro Toeschouwers: 8,981 Scheidsrechter: Paulo Volpato |

|                                 |                |       |                                                                           |                                                                                             |
| 10 september 2016 19:00 (UTC−3) | Ierland        | 1 – 7 | Brazilië                                                                  | Estádio de Deodoro, Rio de Janeiro Toeschouwers: 11,059 Scheidsrechter: Skye Arthur-Banning |
| 10 september 2016 19:00 (UTC−3) | - Sheridan 50' |       | - Wanderson 5', 49' - Leandrinho 17', 53' - Diego 20' - Fabrizio 34', 41' | Estádio de Deodoro, Rio de Janeiro Toeschouwers: 11,059 Scheidsrechter: Skye Arthur-Banning |

|                                 |             |       |                                                                               |                                                                                            |
| 12 september 2016 16:15 (UTC−3) | Ierland     | 1 – 5 | Groot-Brittannië                                                              | Estádio de Deodoro, Rio de Janeiro Toeschouwers: 3,244 Scheidsrechter: Hector Robas Bondia |
| 12 september 2016 16:15 (UTC−3) | - Tuite 59' |       | - Rutter 1' - Barker 8' - Evans 30+2' (e.d.) - Blackwell 30+2' - Highdale 59' | Estádio de Deodoro, Rio de Janeiro Toeschouwers: 3,244 Scheidsrechter: Hector Robas Bondia |

|                                 |                                    |       |              |                                                                                     |
| 12 september 2016 19:00 (UTC−3) | Oekraïne                           | 2 – 1 | Brazilië     | Estádio de Deodoro, Rio de Janeiro Toeschouwers: 7,044 Scheidsrechter: Ross Haswell |
| 12 september 2016 19:00 (UTC−3) | - Krasylnykov 7' - Kahramanian 24' |       | - Wesley 59' | Estádio de Deodoro, Rio de Janeiro Toeschouwers: 7,044 Scheidsrechter: Ross Haswell |

### Poule B
| Pos | Land             | Wed | Win | Gel | Ver | DV | DT | +/− | Pnt |
| --- | ---------------- | --- | --- | --- | --- | -- | -- | --- | --- |
| 1   | Iran             | 3   | 3   | 0   | 0   | 7  | 1  | +6  | 9   |
| 2   | Nederland        | 3   | 1   | 1   | 1   | 4  | 4  | 0   | 4   |
| 3   | Argentinië       | 3   | 1   | 0   | 2   | 4  | 7  | −3  | 3   |
| 4   | Verenigde Staten | 3   | 0   | 1   | 2   | 4  | 7  | −3  | 1   |

|                                |                                                |       |              |                                                                                            |
| 8 september 2016 16:15 (UTC−3) | Iran                                           | 3 – 1 | Argentinië   | Estádio de Deodoro, Rio de Janeiro Toeschouwers: 2,368 Scheidsrechter: Hector Robas Bondia |
| 8 september 2016 16:15 (UTC−3) | - Kharat 23' - Bakhshi 43' - Hassani Baghi 51' |       | - Morana 59' | Estádio de Deodoro, Rio de Janeiro Toeschouwers: 2,368 Scheidsrechter: Hector Robas Bondia |

|                                |                                  |       |                  |                                                                                     |
| 8 september 2016 19:00 (UTC−3) | Nederland                        | 2 – 2 | Verenigde Staten | Estádio de Deodoro, Rio de Janeiro Toeschouwers: 2,223 Scheidsrechter: Ross Haswell |
| 8 september 2016 19:00 (UTC−3) | - Saedt 44' - Kleinlugtebeld 57' |       | - Ballou 3', 60' | Estádio de Deodoro, Rio de Janeiro Toeschouwers: 2,223 Scheidsrechter: Ross Haswell |

|                                 |            |                                     |           |                                                                                        |
| 10 september 2016 14:00 (UTC−3) | Argentinië | 0 – 2                               | Nederland | Estádio de Deodoro, Rio de Janeiro Toeschouwers: 10,300 Scheidsrechter: Raphael Torres |
| 10 september 2016 14:00 (UTC−3) |            | - Kleinlugtebeld 49' - Visker 60+1' |           | Estádio de Deodoro, Rio de Janeiro Toeschouwers: 10,300 Scheidsrechter: Raphael Torres |

|                                 |                  |                              |      |                                                                                        |
| 10 september 2016 16:15 (UTC−3) | Verenigde Staten | 0 – 2                        | Iran | Estádio de Deodoro, Rio de Janeiro Toeschouwers: 11,326 Scheidsrechter: Jorge Barbisan |
| 10 september 2016 16:15 (UTC−3) |                  | - Bakhshi 4' - Tiz Bor 60+2' |      | Estádio de Deodoro, Rio de Janeiro Toeschouwers: 11,326 Scheidsrechter: Jorge Barbisan |

|                                 |                                 |       |           |                                                                                            |
| 12 september 2016 10:00 (UTC−3) | Iran                            | 2 – 0 | Nederland | Estádio de Deodoro, Rio de Janeiro Toeschouwers: 2,222 Scheidsrechter: Skye Arthur-Banning |
| 12 september 2016 10:00 (UTC−3) | - Rastegarimobin 9' - Mehri 18' |       |           | Estádio de Deodoro, Rio de Janeiro Toeschouwers: 2,222 Scheidsrechter: Skye Arthur-Banning |

|                                 |                                               |       |                          |                                                                                       |
| 12 september 2016 14:00 (UTC−3) | Argentinië                                    | 3 – 2 | Verenigde Staten         | Estádio de Deodoro, Rio de Janeiro Toeschouwers: 3,047 Scheidsrechter: Raphael Torres |
| 12 september 2016 14:00 (UTC−3) | - Fernández 30' - Lugrin 60+2' - Cortés 60+5' |       | - Hensley 25' - Jahn 53' | Estádio de Deodoro, Rio de Janeiro Toeschouwers: 3,047 Scheidsrechter: Raphael Torres |

## knockoutfase
|  | Halve finale       | Halve finale       |   |                    | Finale             | Finale |
|  |                    |                    |   |                    |                    |        |
|  | 14 september 10:00 |                    |   |                    |                    |        |
|  | Nederland          | 0                  |   |                    |                    |        |
|  | Oekraïne           | 4                  |   |                    |                    |        |
|  |                    |                    |   |                    |                    |        |
|  |                    |                    |   |                    | 16 september 17:00 |        |
|  |                    |                    |   |                    | Oekraïne           | 2      |
|  |                    | Iran               | 1 |                    |                    |        |
|  |                    |                    |   |                    |                    |        |
|  |                    |                    |   |                    | Derde plaats       |        |
|  | 14 september 19:00 | 14 september 19:00 |   | 16 september 14:00 | 16 september 14:00 |        |
|  | Iran               | 5                  |   | Nederland          | 1                  |        |
|  | Brazilië           | 0                  |   |                    | Brazilië           | 3      |

### Halve finales
|                                 |                                       |       |           |                                                                                            |
| 14 september 2016 10:00 (UTC−3) | Oekraïne                              | 4 – 0 | Nederland | Estádio de Deodoro, Rio de Janeiro Toeschouwers: 2,010 Scheidsrechter: Hector Robas Bondia |
| 14 september 2016 10:00 (UTC−3) | - Antonyuk 9', 44', 60+2' - Len 30+1' |       |           | Estádio de Deodoro, Rio de Janeiro Toeschouwers: 2,010 Scheidsrechter: Hector Robas Bondia |

|                                 |                                                        |       |          |                                                                                            |
| 14 september 2016 19:00 (UTC−3) | Iran                                                   | 5 – 0 | Brazilië | Estádio de Deodoro, Rio de Janeiro Toeschouwers: 3,965 Scheidsrechter: Hector Robas Bondia |
| 14 september 2016 19:00 (UTC−3) | - Atashafrouz 14' - Jamali 30', 37', 53' - Tiz Bor 48' |       |          | Estádio de Deodoro, Rio de Janeiro Toeschouwers: 3,965 Scheidsrechter: Hector Robas Bondia |

### Bronzen finale
|                                 |                 |       |                           |                                                                                       |
| 16 september 2016 14:00 (UTC−3) | Nederland       | 1 – 3 | Brazilië                  | Estádio de Deodoro, Rio de Janeiro Toeschouwers: 6,737 Scheidsrechter: Jorge Barbisan |
| 16 september 2016 14:00 (UTC−3) | - Schuitert 54' |       | - Leandrinho 1', 49', 56' | Estádio de Deodoro, Rio de Janeiro Toeschouwers: 6,737 Scheidsrechter: Jorge Barbisan |

### Finale
|                                 |                                  |       |              |                                                                                     |
| 16 september 2016 17:00 (UTC−3) | Oekraïne                         | 2 – 1 | Iran         | Estádio de Deodoro, Rio de Janeiro Toeschouwers: 9,305 Scheidsrechter: Ross Haswell |
| 16 september 2016 17:00 (UTC−3) | - Antonyuk 26' - Krasylnykov 65' |       | - Jamali 50' | Estádio de Deodoro, Rio de Janeiro Toeschouwers: 9,305 Scheidsrechter: Ross Haswell |

### Medaillewinnaars
| Goud | Zilver | Brons |
| --- | --- | --- |
| Oekraïne Konstiantyn Symashko Denys Ponomarov Taras Dutko Edhar Kahramanian Yevhen Zinoviev Stanislav Podolskyi Volodymyr Antoniuk Vitaliy Trushev Artem Krasylnykov Bohdan Kulynych Ivan Shkvarlo Vitalii Romanchuk Oleh Len Serhii Zinchenko | Iran Moslem Khazaei Pirsarabi Hashem Rastegarimobin Lotfollah Jangjou Rasoul Atashafrouz Sadegh Hassani Baghi Mohammad Kharat Behnam Sohrabi Hossein Tiz Bor Mehdi Jamali Jasem Bakhshi Hassan Safari Farzad Mehri Moslem Akbari Babak Safari | Brazilië Marcos dos Santos Ferreira Jônatas Santos Machado Fernandes Alves Vieira José Carlos Monteiro Guimarães Diego Delgado da Silva Fabrizio Nascimento de Oliveira Igor Romero Rocha Hudson Hyure do Carmo Januário Wesley Martins de Souza Wanderson Silva de Oliveira Leandro Gonçalves do Amaral Gilvano Diniz da Silva Maycon Ferreira de Almeida Felipe Rafael da Silva Gomes |

Atletiek · Bankdrukken · Basketbal · Blindenvoetbal · Boogschieten · Boccia · CP-voetbal · Goalball · Judo · Kanovaren · Paardensport · Roeien · Rugby · Schermen · Schietsport · Tafeltennis · Tennis · Triatlon · Volleybal · Wielersport · Zeilen · Zwemmen
New York & Stoke Mandeville 1984 ·
Seoel 1988 ·
Barcelona 1992 ·
Atlanta 1996 ·
Sydney 2000 ·
Athene 2004 ·
Peking 2008 ·
Londen 2012 ·
Rio de Janeiro 2016